# Adolf Schreyer
Pour les articles homonymes, voir Schreyer.
Adolf Schreyer, né le 9 juillet 1828 à Francfort-sur-le-Main (Ville libre de Francfort), mort le 29 juillet 1899 à Kronberg im Taunus, est un peintre allemand d'origine prussienne.

## Biographie
Adolf Schreyer a étudié à l'Institut d’art Städel à Francfort, puis à Stuttgart et Munich. Il fait partie de l'école de Düsseldorf.
Il a d'abord accompagné Maximilian Karl, 6e prince de Thurn und Taxis à travers la Hongrie, la Valachie, la Russie et la Turquie.
En 1854, il a suivi l'armée autrichienne à travers la frontière valaque.
Schreyer puise ses sujets orientalistes de ses voyages en Égypte et en Syrie en 1856. Il est à Alger en 1861. En 1862, il s'installe à Paris où il remporte des médailles aux Salons de 1864 et 1865. Il retourne en Allemagne en 1870 et s'établit à Kronberg im Taunus, près de Francfort, où il est mort.

## Œuvres dans les collections publiques
- Bordeaux, musée des beaux-arts : Chevaux de cosaques irréguliers par un temps de neige, Salon de 1864, huile sur toile[1].
- Marseille, musée des beaux-arts : La Poste valaque, 1857, huile sur bois[2].
- Paris, musée d'Orsay : La Charge de l'artillerie de la garde impériale à Traktir, en Crimée, le 16 août 1855, Salon de 1865, huile sur toile[3].
- Rouen, musée des beaux-arts : La Caravane, dit aussi Le convoi, huile sur toile[4].

## Galerie

Œuvres d'Adolf Schreyer
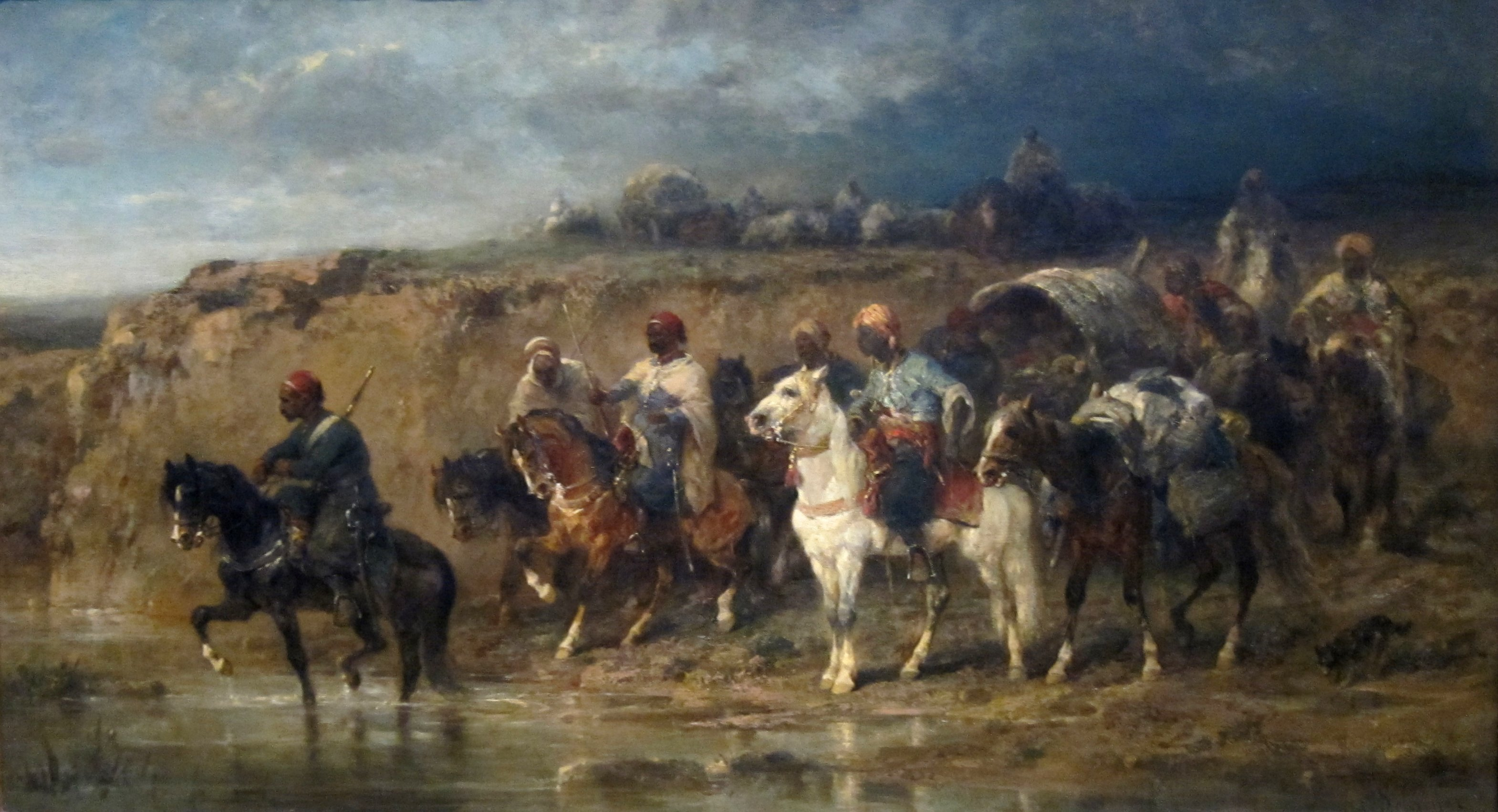
Caravane arabe (vers 1860), Dayton Art Institute.
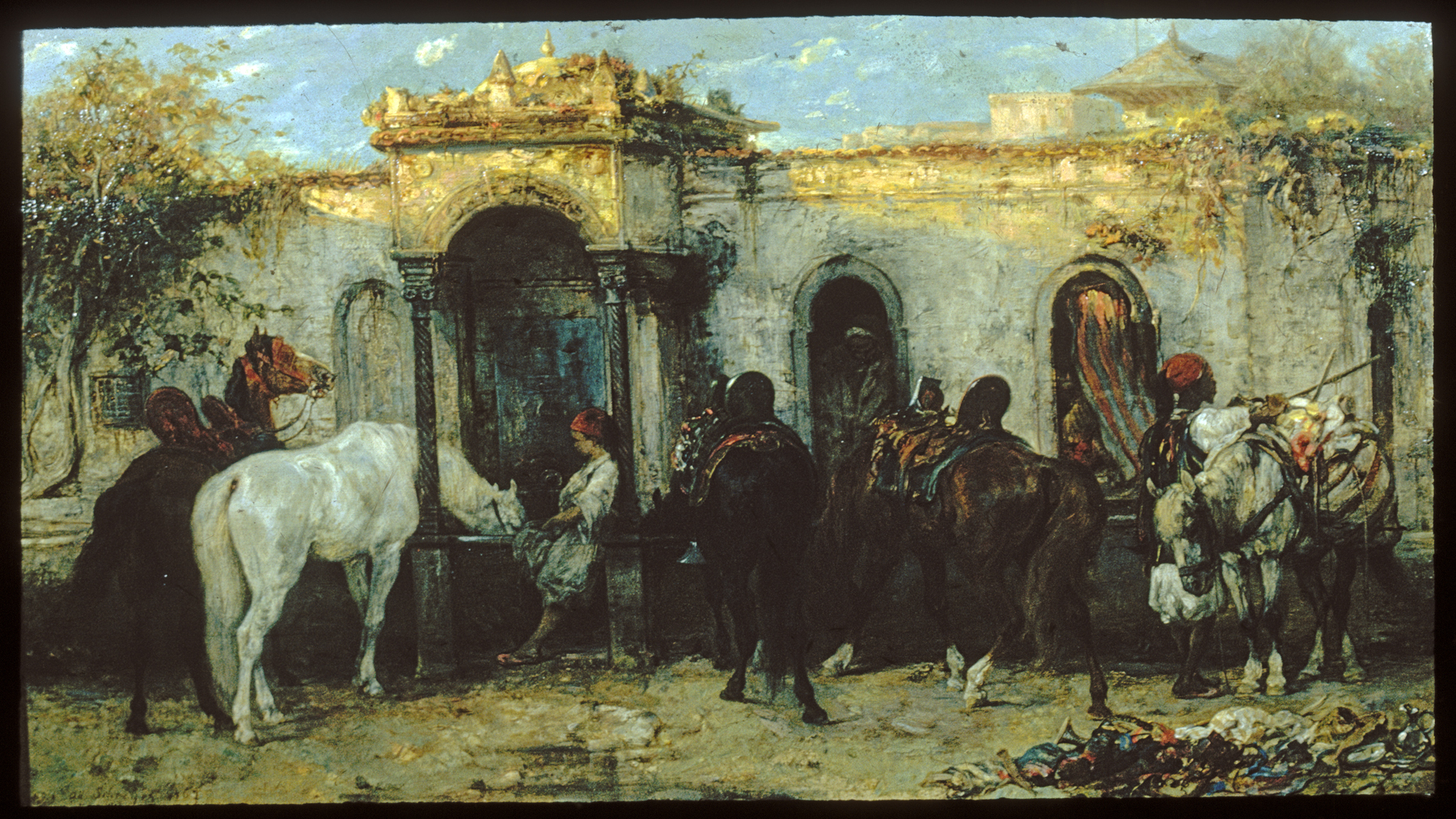
Arabes en Égypte, à l'aube (1867), Baltimore, Walters Art Museum.
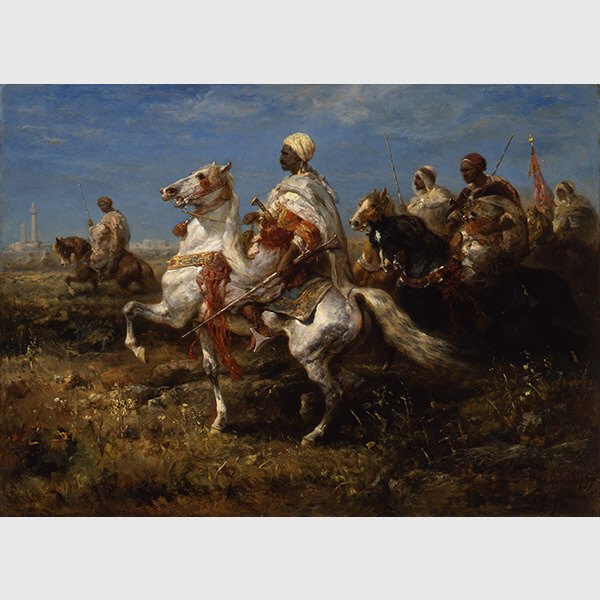
Cavaliers arabes (1885), Phoenix Art Museum.
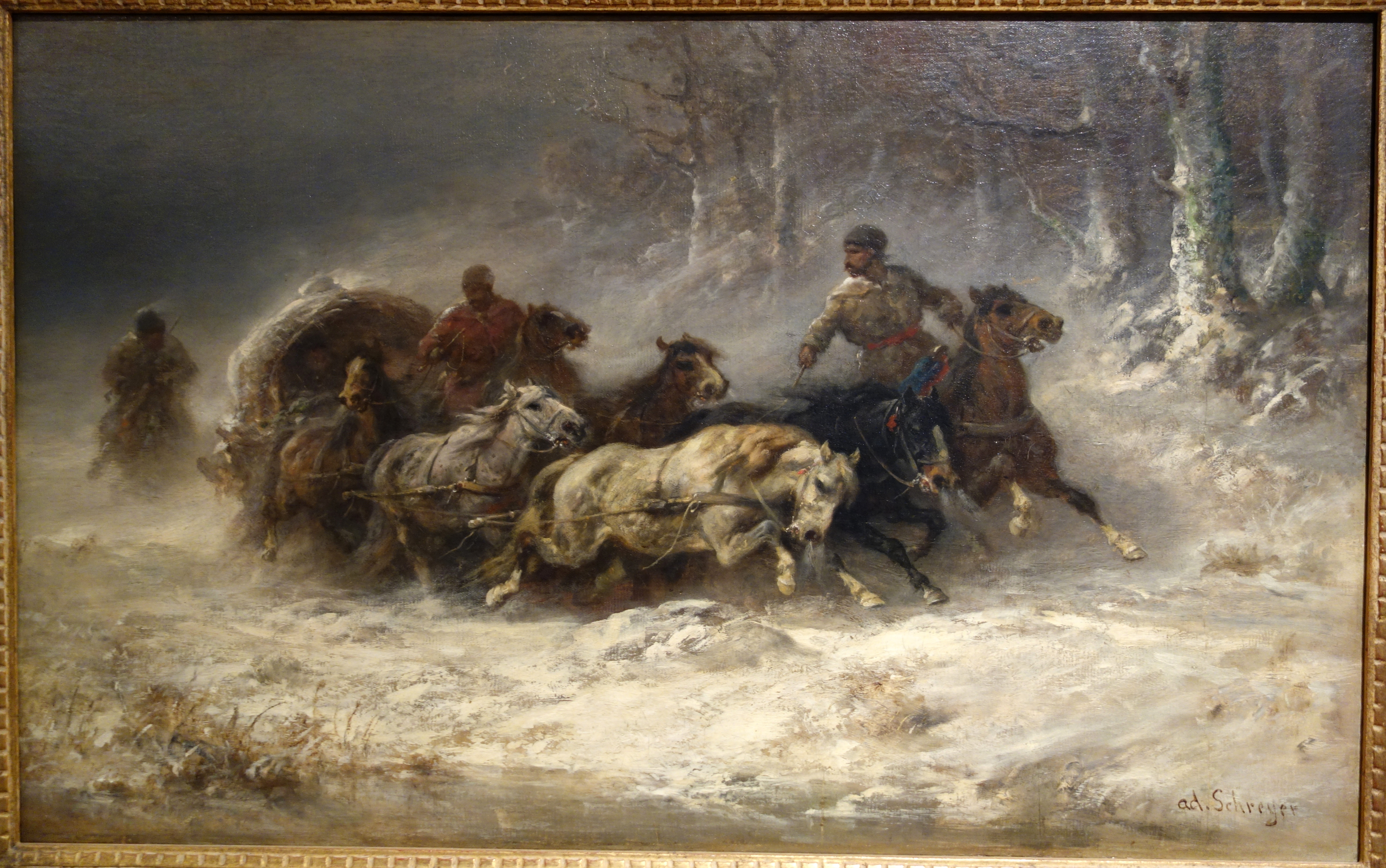
La Fuite de Moscou, Huntington Museum of Art.
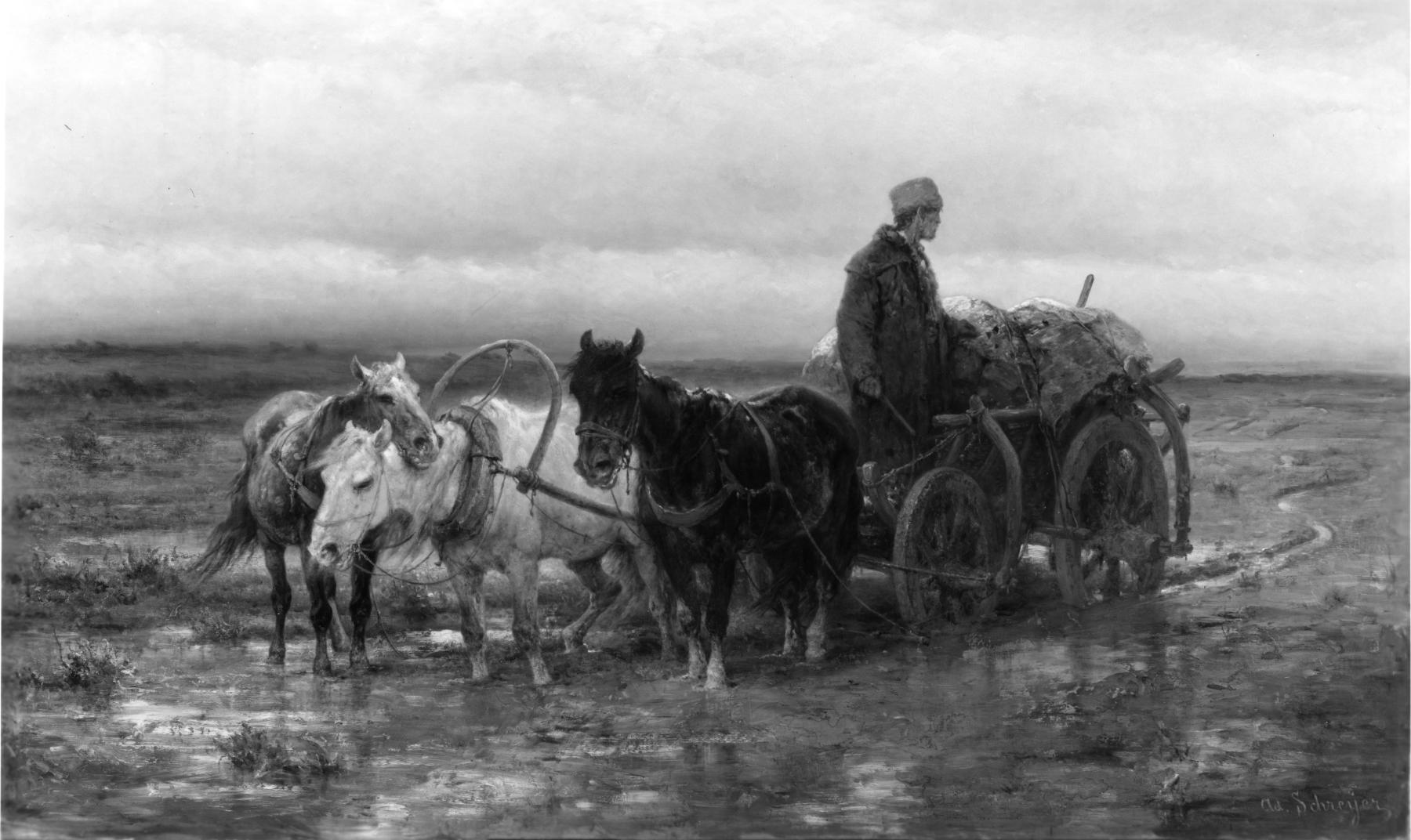
Les Plaines de Hongrie, Baltimore, Walters Art Museum.

## Honneur
Chevalier de l'ordre de Léopold (Belgique, 5 octobre 1866).